# 闽西革命根据地
闽西革命根据地（1929年6月21日—1931年9月）是中国共产党在闽西地区建立的苏区，其政权称闽西苏维埃政府（1930年3月18日—1932年3月18日）。

## 历史
1929年3月14日，红四军占领长汀县城。3月中旬，长汀县革命委员会成立，丘潮保任主席。5月23日，红四军第一次攻下龙岩县城。25日，占领永定县城。27日，永定县革命委员会成立，张鼎丞任主席。6月3日，红四军第三纵队第二次攻下龙岩县城，随后又主动撤出。6月19日，红四军第三次攻下龙岩城，歼灭当地军阀陈国辉的主力。至此，闽西境内已没有大股的国民党部队。6月21日，龙岩县革命委员会成立，邓子恢任主席。闽西革命根据地初步形成。
1930年3月18日至24日，闽西第一次工农兵代表大会在龙岩召开，会议通过了军事、经济、财政、文化、建设等5项决议案及组织、土地、山林、工会、劳动、婚姻、合作社、裁判等16项法案和法规，选举成立闽西苏维埃政府（又称闽西特区苏维埃政府），由35名执行委员组成，以邓子恢为主席。闽西苏维埃政府的成立，标志着闽西革命根据地的正式形成。当时，闽西苏区范围包括龙岩、永定、上杭、长汀及平和、武平、连城的一部分，龙岩、永定的县城都在苏维埃政府控制下。至1930年6月，全地区共建立5个县苏维埃政府、57个区苏维埃政府、5个区革命委员会、557个乡苏维埃政府，赤色区域人口约85万，占闽西各县总人口的一半以上。
1930年9月，中央苏维埃代表大会准备委员会将全国十几个苏区划分为6个特区，其中以赣南、闽西和广东东江3块苏区组成闽粤赣特区。中共中央派遣中央委员邓发前往主持工作。1930年12月，邓发到达闽西，召开了中共闽粤赣特区第一次代表大会，成立了以邓发为书记的中共闽粤赣特区委员会，取代原来的中共闽西特委，隶属于设在赣南的中共苏区中央局，实际领导闽西苏区各县及广东饶平、大埔一部分地区。
1931年9月，第三次反“围剿”胜利后，中共闽粤赣省委和闽西苏维埃政府迁入长汀县城。闽西的新十二军与红一方面军的老十二军改编合并，仍然称中国工农红军第十二军。这时的闽西苏区有7个县约40个区，即以合溪为中心的永定县，以白砂为中心的上杭县，以涂坊为中心的新汀县，以新泉为中心的新泉县，以连城为中心的连城县，以汀州为中心的长汀县以及宁化南部的宁化县。并完全打通了与江西苏区的联系，以赣南、闽西红色区域为基础的中央革命根据地初步形成。
1932年3月18日，福建省第一次工农兵代表大会在汀州市召开，成立福建省苏维埃政府，取代闽西苏维埃政府。

## 行政区划
闽西苏区由于处于内战时期，其行政区划也随着进攻或退却而变化。1930年3月，成立闽西苏维埃政府时，辖龙岩、永定、上杭、武平、长汀5县；同年7月，连城县成立县革命委员会；10月，长汀、连城2县合并为汀连县。1931年2月，在福建平和及广东饶平、大埔3县边界，建立饶和埔县；漳平永福、龙车等区，也建立区苏维埃政权；4月，上杭、武平2县合并，成立杭武县。9月，增设汀州市。11月，宁化成立县苏维埃。12月，闽西苏维埃政府将闽西苏区重新划分为上杭、永定、新汀、新泉、连城、长汀、宁化7县。1932年2月，武平县在武东又恢复县苏维埃政府。3月，新汀县撤销，将其辖区南阳并入新泉县，才溪、通贤归上杭县，畲心、涂坊、水口、濯田等地归长汀县。